# Arboga landsdistrikt
Arboga landsdistrikt är från 2016 ett distrikt i Arboga kommun och Västmanlands län.
Distriktet omfattar område söder, väster och norr om Arboga.

## Tidigare administrativ tillhörighet
Distriktet inrättades 2016 och utgörs av socknen Arboga, och vari 1947 delar av socknen Säterbo uppgick.
Området motsvarar den omfattning Arboga landsförsamling  hade vid årsskiftet 1999/2000 och som den fick 1947 när en del av Säterbo församling gick samman med Arboga landsförsamling.